# Delray Beach International Tennis Championships 2009
Il Delray Beach International Tennis Championships 2009 è stato un torneo di tennis giocato sul cemento nella categoria ATP World Tour 250 series nell'ambito dell'ATP World Tour 2009.
È stata la 17ª edizione del Delray Beach International Tennis Championships. 
Si è giocato al Delray Beach Tennis Center a Delray Beach in Florida, dal 23 febbraio al 1º marzo 2009.

## Partecipanti

### Teste di serie
| Giocatore      | Nazionalità | Ranking* | Testa di serie |
| -------------- | ----------- | -------- | -------------- |
| Mardy Fish     | Stati Uniti | 20       | 1              |
| Sam Querrey    | Stati Uniti | 34       | 2              |
| Ernests Gulbis | Lettonia    | 42       | 3              |
| Igor' Kunicyn  | Russia      | 40       | 4              |
| Steve Darcis   | Belgio      | 49       | 5              |
| Florent Serra  | Francia     | 51       | 6              |
| Jérémy Chardy  | Francia     | 52       | 7              |
| Lu Yen-hsun    | Taipei      | 59       | 8              |

- Ranking al 23 febbraio 2009.

### Altri partecipanti
Giocatori che hanno ricevuto una Wild card:
- Sam Querrey
- Lleyton Hewitt
- Evan King

Giocatori Special Extected:
- Dudi Sela

Giocatori passati dalle qualificazioni:

- Evgenij Korolëv
- Frank Dancevic
- Taylor Dent
- Ryan Sweeting

## Campioni

### Singolare
Mardy Fish ha battuto in finale  Evgenij Korolëv con il punteggio di 7–5, 6–3

### Doppio
Bob Bryan /  Mike Bryan hanno battuto in finale  Marcelo Melo /  André Sá con il punteggio di 6–4, 6–4